# Disneyprinsessor

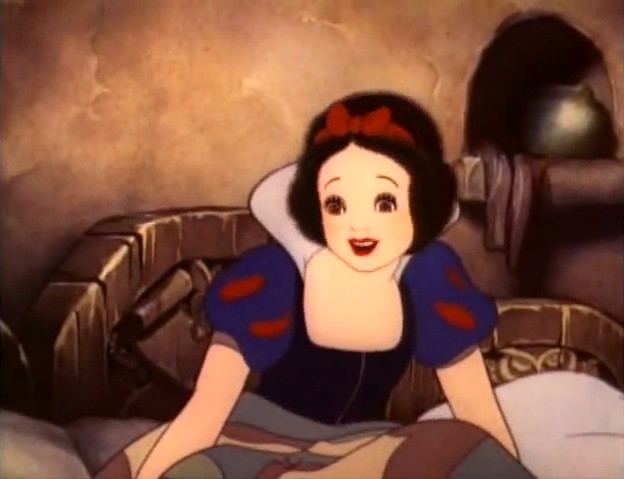
Snövit.

Disneyprinsessor avser  alla kvinnliga huvudpersoner i de klassiska disneyfilmerna (bortsett från filmer med antropomorfa djur). Den första prinsessan i en disneyfilm var Snövit i filmen Snövit och de sju dvärgarna som kom 1937. I den officiella Disney-franchisen ingår 11 prinsessor.

## Samtliga prinsessor i kronologisk ordning
| År   | Namn              | Film                        |  |
| ---- | ----------------- | --------------------------- |  |
| 1937 | Snövit            | Snövit och de sju dvärgarna |  |
| 1950 | Askungen          | Askungen                    |  |
| 1951 | Alice             | Alice i underlandet         |  |
| 1953 | Tingeling         | Peter Pan                   |  |
| 1959 | Aurora / Törnrosa | Törnrosa                    |  |
| 1989 | Ariel             | Den lilla sjöjungfrun       |  |
| 1991 | Belle             | Skönheten och odjuret       |  |
| 1992 | Jasmine           | Aladdin                     |  |
| 1995 | Pocahontas        | Pocahontas                  |  |
| 1996 | Esmeralda         | Ringaren i Notre Dame       |  |
| 1997 | Megara            | Herkules                    |  |
| 1998 | Mulan             | Mulan                       |  |
| 2002 | Lilo              | Lilo & Stitch               |  |
| 2009 | Tiana             | Prinsessan och grodan       |  |
| 2010 | Rapunzel          | Trassel                     |  |
| 2012 | Merida            | Modig                       |  |
| 2013 | Elsa              | Frost                       |  |
| 2013 | Anna              | Frost                       |  |
| 2016 | Vaiana            | Vaiana                      |  |
| 2021 | Raya              | Raya och den sista draken   |  |

## Disney Princess franchise
Franchisen Disneyprinsessor skapades under tidigt 2000-tal. Alla prinsessor eller motsvarande karaktärer ur de klassiska Disneyfilmerna ingår inte. När franchisen infördes ingick Snövit, Askungen, Törnrosa, Ariel, Belle, Jasmine, Pocahontas, Mulan och Tingeling. I den nuvarande uppställningen ingår fortfarande Snövit, Askungen, Törnrosa, Ariel, Belle, Jasmine, Pocahontas och Mulan. Tingeling har tagits bort och Tiana, Rapunzel, Merida och Moana har tillkommit.